# Grube Emanuel
Die Grube Emanuel ist eine ehemalige Buntmetallerz-Grube des Bensberger Erzreviers. Sie lag zwischen Markelsbach und Scheid in der Gemeinde Much im Rhein-Sieg-Kreis.

## Geschichte
Zu Beginn des 19. Jahrhunderts wurde es technisch möglich, Zinkerz in hochwertiges Metall zu verwandeln. Als Folge davon entstand im gesamten Erzrevier Bensberg in der Mitte des 19. Jahrhunderts ein wahrer Zinkrausch. Überall forschte man nach entsprechenden Lagerstätten und fand eine solche auch auf dem sogenannten Goldknippen zwischen Markelsbach und Scheid. Am 15. Juni 1855 wurde hier an die Société d'Antonius des Charles Rochaz eine Fundgrube von 80 Lachtern auf Blei- und Zinkerze verliehen. Beim Abteufen eines Schachts fand man auf einer Teufe von 20 m eine Stelle, an der bereits im Mittelalter Bergbau betrieben worden war, über den es keine Aufzeichnungen gibt. Bei der ersten Auffahrung wurden bis Monatsende 162½  Tonnen Haufwerk gefördert. Über den weiteren Abbau ist nichts bekannt.
Im Jahr 1871 wurde die Grube Emanuel mit der Grube Gertrudensegen vereinigt. 1878 stellte man den Betrieb ein. Im Jahr 1935 wurde sie als Standort für die Schachtanlage der Grube Nikolaus-Phönix zusammen mit den Gruben Gertrudensegen und Antonius wieder eröffnet.
- Siehe auch: Liste der Erzgruben im Rhein-Sieg-Kreis